# La Belle Anglaise
Pour plus de détails, voir Fiche technique et Distribution.
La Belle Anglaise est une série policière en douze épisodes réalisée par Jacques Besnard, d’après un scénario de Jean Amadou, Albert Kantof et Jacques Besnard.

## Synopsis
Cela raconte les aventures cocasses d’un ancien cadre supérieur, la cinquante élégante, qui se reconvertit en chauffeur de maitre au volant d’une belle Rolls Royce achetée d’occasion chez un ami garagiste… 

## Fiche technique
- Scénario : Jean Amadou, Jacques Besnard et Albert Kantof
- Réalisateur : Jacques Besnard
- Musique : Georges Gavarentz
- Production : SFP
- Genre : Comédie
- Création : ( France)
- Durée : 1h25’
- Diffusion : 1989

## Distribution
- Daniel Ceccaldi : Julien
- Catherine Rich : Anne
- Philippe Khorsand : Luigi
- Judith Magre : Alice
- Pierre Tornade : Raoul
- Catherine Alric : Nadia
- Patrick Raynal : Roger
- Claude Giraud : Miguel
- Anne Consigny
- Claire Nadeau
- Vincent Cassel
- Bernard Pinet